# Кузнецов, Алексей Иванович (лыжник)
Алексей Иванович Кузнецов (23 февраля 1929 года, деревня Вашуриха, Городецкий район, Нижегородский край — 28 марта 2003 год) — советский лыжник, призёр Олимпийских игр и чемпионатов мира.

## Биография
На Олимпийских играх 1960 года в Скво-Вэлли завоевал бронзовую медаль в эстафете, в которой он бежал третий этап и вывел сборную СССР с 5-го на 3-е место, но не сумел сократить более чем двухминутное отставание от лидеров; кроме того, был 8-м в гонке на 30 км и 15-м в гонке на 50 км.
За свою карьеру на чемпионатах мира завоевал одну серебряную и одну бронзовую медали, обе в эстафетных гонках на чемпионатах 1954 и 1962 годов.
На чемпионатах СССР побеждал 2 раза, 1 раза в гонке на 15 км и 1 раз в гонке на 50 км.
После завершения спортивной карьеры работал тренером по лыжным гонкам в Горьковской области.
Последние годы жизни в период с 1993 по 2003 работал грузчиком в магазине «Новинка» в городе Городец Нижегородской области.

## Награды
- Орден «Знак Почёта» (27.04.1957) — за успехи, достигнутые в деле развития массового физкультурного движения в стране, повышения мастерства советских спортсменов, и успешное выступление на международных соревнованиях
- Медаль «За трудовое отличие» (16.09.1960) — за успешные выступления в XVII летних и VIII зимних Олимпийских играх 1960 года, а также за выдающиеся спортивные достижения[1]